# Rumex suffruticosus
Rumex suffruticosus é uma espécie de planta com flor pertencente à família Polygonaceae. 
A autoridade científica da espécie é Gay ex Willk., tendo sido publicada em Flora 35: 307 (1852).

## Portugal
Trata-se de uma espécie presente no território português, nomeadamente em Portugal Continental.
Em termos de naturalidade é endémica da Península Ibérica.

## Protecção
Não se encontra protegida por legislação portuguesa ou da Comunidade Europeia.